# Togano-chō
Togano (兎我野町, Togano-chō) és un barri del districte urbà de Kita, a la ciutat d'Osaka, capital de la prefectura homònima, a la regió de Kansai, Japó. Togano és un barri destinat principalment a l'entreteniment i als negocis, amb un baix nombre d'habitants i estretament lligat amb el veí barri d'Umeda.

## Geografia
El barri de Togano es troba localitzat al centre del districte urbà de Kita, al nord-est de la ciutat d'Osaka. El barri limita a l'oest i al sud amb el barri de Sonezaki, amb Nishi-Tenma també al sud, amb Nozaki-chō a l'est i amb Taiyūji-chō. Togano, degut a la seua proximitat, està estretament lligat amb el barri d'Umeda. Togano no compta amb cap sub-barri o chōme, sent un barri unitari.

## Història
Originàriament part del poble de Kitano, al desaparegut districte de Nishinari, el barri de Togano va passar a formar part de la ciutat d'Osaka i del districte de Kita el 1897, quan es fundà el modern municipi d'Osaka. L'abril de 1900 el barri s'anomenà "Kitano-Togano-chô (北野兎我野町), indicant així la seua antiga procedència. L'any 1924 s'eliminà l'afegitó de "Kitano", establint-se l'actual nom. L'any 1978, una part de l'antic barri de Saiji-chō, actualment part de Nishi-Tenma, va passar a formar part del barri.

## Demografia
| 1920 | 1930 | 1940 | 1950 | 1960 | 1970 | 1980 |
| ---- | ---- | ---- | ---- | ---- | ---- | ---- |
| ND   | ND   | ND   | ND   | ND   | ND   | ND   |
| 1990 | 2000 | 2010 | 2020 | 2030 | 2040 | 2050 |
| ND   | 257  | 185  | 255  | -    | -    | -    |

## Transport

### Ferrocarril
Al barri no hi ha cap estació de ferrocarril, però degut a la seua proximitat al barri d'Umeda, hi ha un fàcil accés a l'estació de Higashi-Umeda.

### Carretera
- Nacional 423